# EBAM
L'eBAM (abréviation issue de l'anglais electronic Bank Account Management) concerne la gestion électronique des comptes bancaires. Il s'agit de la gestion par logiciels des activités suivantes entre les entreprises et leurs banques :
- Ouverture de comptes bancaires
- Maintenance de comptes bancaires (modification des signataires du compte ou des limites de dépenses)
- Fermeture de comptes bancaires
- Génération de rapports tels que requis par la loi ou la réglementation

La technologie couramment utilisée pour mettre en œuvre l'automatisation de l'eBAM est définie par la société SWIFT et la norme ISO 20022 concernant les services de messagerie financière.

## Logiciels destinés aux banques utilisant l'eBAM
Éditeurs proposant des logiciels utilisant l'eBAM aux banques ayant besoin d'offrir des services de gestion de messagerie électronique à leurs entreprises clientes.
| Produit                                 | Fournisseur                |
| DiamondAM                               | DiamondAM                  |
| Engine eBAM                             | PPI                        |
| Pega On-Boarding for Commercial Banking | Pegasystems                |
| Module eBAM                             | Elcimai Financial Software |
| Thétys BAM4BANK                         | ACA                        |
| Trust Prime                             | IdenTrust                  |

## Logiciels destinés aux entreprises utilisant l'eBAM
Éditeurs proposant des logiciels utilisant l'eBAM aux entreprises ayant besoin de communiquer par messagerie électronique avec leurs banques.
| Produit                                   | Fournisseur                |
| Hepatus                                   | CPI                        |
| AvantGard eBAM                            | SunGard                    |
| CashSolutions eBAM                        | Datalog Finance            |
| DiamondAM                                 | DiamondAM                  |
| Module eBAM                               | Elcimai Financial Software |
| FinanceSuite eBAM                         | Serrala                    |
| Thétys Pouvoirs                           | ACA                        |
| Treasurytree TMS                          | Axletree Solutions         |
| Trust Prime                               | IdenTrust                  |
| DiliTrust eBAM (anciennement Visual Sign) | DiliTrust                  |
| Weiland BAweb                             | Fiserv                     |
| Kyriba                                    | Kyriba                     |

## Banques offrant des services de gestion de messagerie électronique
Banques offrant des services de gestion de messagerie électronique à leurs entreprises clientes.
| Banque                        | Pays   |
| Bank of America Merrill Lynch | USA    |
| BNP Paribas                   | France |
| Citibank                      | USA    |
| JPMorgan Chase                | USA    |